# کاکائو تاچ
کاکائو تاچ (به انگلیسی: Cocoa Touch) یک فریم‌ورک رابط کاربری برای ساخت نرم‌افزار در دستگاه‌های اپل، مانند آی‌فون، آی‌پاد تاچ و آی‌پد می‌باشد. بیشتر کدهای این رابط کاربری با زبان آبجکتیو-سی نوشته شده است.

## ویژگی‌های اصلی
برخی از تکنولوژی‌ها و ویژگی‌های اصلی به کار رفته در کاکائو تاچ:
- هسته‌ی انیمیشن
- چندوظیفگی
- تشخیص حرکت